# أبو جعفر المنصور (مسلسل)
أبو جعفر المنصور - من الدعوة إلى الدولة هو مسلسل درامي تاريخي تشويقي من إنتاج المركز العربي للإنتاج الإعلامي - الأردن، المنتج عدنان العوامله، المنتج التنفيذي طلال العوامله، كتابة محمد البطوش، إخراج شوقي الماجري، بطولة عباس النوري، إياد نصّار، منذر رياحنة، عبير عيسى، ناريمان عبد الكريم، أحمد العمري، محمد العبادي، عمار شلق، هاني الروماني، وسهيل جباعي.
أبو جعفر المنصور هو ثاني خلفاء بني العباس، اشتهر بتشييد مدينة بغداد. كان همه تقوية حكم أسرة بني العباس، ويعد المؤسس الحقيقي للدولة العباسية، ركز جميع سلطات الدولة في يده وسن السنن وأرسى السياسة، وسار أبناؤه الخلفاء من بعده على مسيرته؛ جعل السياسة الدينية أساسا لحكم العباسيين.
يذكر ان المسلسل حاز على الجائزة الذهبية عن أفضل ديكور في مهرجان القاهرة العربي للإعلام 2008.

## قصة المسلسل
تدور أحداث المسلسل في الحقبة التاريخية التي عاصرت النصف الثاني من عصر الأمويين وبداية الخلافة العباسية حتى عهد مؤسسها الفعلي أبو جعفر المنصور - بطل القصة-، القصة تعايش حياة الناس في تلك الحقبة، كما تسرد تطورات الأحداث في بيت الخلافة الأموي من عهد الخليفة عمر بن عبد العزيز وحتى عهد آخر خلفائهم مروان بن محمد بن مروان، ويعايش حياة العباسيين في الحميمة مسقط رأس أبي جعفر منذ عهد إمامهم وجده علي بن عبد الله بن عباس، الذي بدأ الدعوة للعباسيين سرًا، وانتقلت الإمامة بينهم حتى حان الوقت المناسب ليعلن فيه إبراهيم بن محمد بن علي بن عبد الله بن عباس - أخوه- إمام العباسيين بداية الجهر بالدعوة وأمر مولاه أبو مسلم الخراساني بقيادة جيش العباسين.. وتدور الحداث حتى يصل أبو جعفر المنصور إلى سدة الحكم والخلافة وحكمه لبلاد المسلمين مدة 22 سنة من 136 هـ إلى 158 هـ.

## أبطال المسلسل
عباس النوري في دور أبو جعفر المنصور، ناريمان عبد الكريم في دور أروى، محمد العبادي في دور عيسى بن موسى، هشام هنيدي في دور أبو أيوب، منذر رياحنة في دور أبو مسلم الخراساني، ماهر خماش في دور الربيع، فايز قزق في دور عبد الله بن علي.
الممثلون
أحمد العمري - أنور خليل - محمد المجالي - حابس حسين - حكيم حرب - خضر بيضون - سهيل جباعي - علي عليان - تحسين خوالدة - مرشد ضرغام - خالد الغويري - ناصر وردياني - شعبان حميد - جمال شقير - رفعت النجار - عبد الكريم الجراح - نجلاء عبد الله - شاكر جابر - آنجو ريحان - حسن درويش - محمد الإبراهيمي - إياد شطناوي - سليم شريقي - عبد الكامل خلايلة - ميرنا ميكزل - علاء الجمل - صلاح مخللاتي - عبد الرحيم علاء الدين - هيثم مصري - غازي كبارة - محمد الزواهرة - علاء الحسيني - علي شقير - توفيق المصري - أشرف طلفاح - محمود ممدوح - علي عبد العزيز - ربيع زيتون - أحمد زعتر - أحمد أبو سويلم - وحيد السمير - مرعي الشوابكة.
بالاشتراك مع
إياد نصار في دور عمر بن عبد العزيز، عبير عيسى في دور أم سلمة، نبيل المشيني في دور علي بن عبد الله، جولييت عواد في دور أم النفس الزكية، جميل عواد في دور عبد الله المحض بن حسن، هاني الروماني في دور سليمان بن كثير، محمد القباني في دور محمد بن علي، داوود جلاجل في دور الإمام أبو حنيفة النعمان، جهاد الأندري في دور هشام بن عبد الملك، عبد الكريم القواسمي في دور رجاء بن حيوة، تيسير عطية، ألان زغبي.
ضيوف الشرف
سميرة بارودي في دور ليلى زوجة المهدي، ياسر المصري في دور محمد النفس الزكية، عمار شلق في دور الوليد بن يزيد.

## شخصيات المسلسل
بطولة أبي جعفر في المسلسل لم تكن مطلقة، فكانت البطولة تتنقل بين الشخصيات المختلفة في الحلقات حيث تم التركيز عليها لأهميتها وأهمية الأحداث التي شاركت فيها، ومما يحسب للمسلسل أنه قد أعطى كل شخصية حقها من ميزان البطولة كما أخذت حقها من ميزان الحياة وميزان حياة أبي جعفر بصورة أكثر خصوصية..

### أسرة أبي جعفر المنصور
| الشخصــية        | الممــثل           | نــبـــذة                                                                            |
| ---------------- | ------------------ | ------------------------------------------------------------------------------------ |
| أبو جعفر المنصور | عباس النوري        | واسمه عبد الله بن محمد بن علي بن عبد الله بن عباس، وأمه سرية بربرية تدعى سلامة       |
| محمد المهدي      | محمد المجالي       | وهو ابنه وخليفته من بعده، وهو ثالث خلفاء بني العباس                                  |
| أروى أم المهدي   | ناريمان عبد الكريم | وهي زوجته الوحيدة وعاشت معه منذ أن كان في الحميمة وبقيت معه حتى عاشا في مدينته بغداد |

### من العبـاسيين
| الشخصــية                           | الممــثل     | نــبـــذة |
| ----------------------------------- | ------------ | --- |
| علي بن عبد الله بن عباس             | نبيل المشيني | جد أبي جعفر، وصاحب فكرة الدعوة العباسية وأول إمام لها.                                                                                       |
| محمد بن علي بن عبد الله بن عباس     | محمد القباني | أبو أبي جعفر، وقد تولى الإمامة بأمر من أبيه وأبوه حي.                                                                                        |
| عبد الله بن علي بن عبد الله بن عباس | فايز قزق     | عم أبي جعفر، عاش حياته للدعوة وكان يتمنى أن ينال الإمامة من أيام أبيه لكنه ما لبث أن ضاق صدره وخرج على أبي جعفر..                            |
| داوود بن علي بن عبد الله بن عباس    | حابس حسين    | عم أبي جعفر، وأقرب أعمامه إليه نصحًا وقربًا وحماية.                                                                                            |
| سليمان بن علي بن عبد الله بن عباس   | حكيم حرب     | عم أبي جعفر، وأصغرهم سنًا كان قريبًا في السن إلى أبناء أخيه وعاش حتى صار واليًا لأبي جعفر                                                       |
| إبراهيم بن محمد بن علي بن عبد الله  | سهيل جباعي   | الأخ الأكبر لأبي جعفر، والإمام الثالث للدعوة، صاحب الأمر ببدأ الدعوة الجهرية لكنه حبس وقتل.                                                  |
| أبو العباس السفاح                   | أحمد العمري  | الأخ الأصغر لأبي جعفر وشقيق إبراهيم من أم حرة، واسمه أيضَا عبد الله لذلك تولى الإمامة بعد أخيه إبراهيم وهو أول خلفاء بني العباس.              |
| عيسى بن موسى بن علي بن عبد الله     | محمد العبادي | ابن عم أبي جعفر، وصديقه المخلص، كان ولي عهده بأمر من السفاح، لكنه عزله في آخر عهده ليعطيها ولده المهدي من بعده.                              |
| أم سلمة زوجة السفاح                 | عبير عيسى    | زوجة السفاح وأم ولده الوحيد، امرأة غنية من أصحاب التجارة في الكوفة والبصرة، تزوجها أيام خلافته، ولم يكن قبل متزوجًا ولا يملك من الجواري شيءًا. |

### من الأمويين
| الشخصــية                            | الممــثل     | نــبـــذة |
| ------------------------------------ | ------------ | --- |
| عمر بن عبد العزيز بن مروان بن الحكم  | إياد نصار    | خليفة الأمويين الثامن، اشتهر بزهده وعدله وورعه، كانت خلافته وأبوجعفر صبي ذو خمس سنين. |
| يزيد بن عبد الملك بن مروان بن الحكم  |              | الخليفة التاسع لبني أمية، وقد خلف عمر بن عبد العزيز، وحكم خمس سنين تقريبًا. |
| هشام بن عبد الملك بن مروان بن الحكم  | جهاد الأندري | الخليفة العاشر لبني أمية، وآخر خلفاءهم الأقوياء، بسط نفوذه في دولته، ودعم ركائزها واشتغل بالفتوحات، حاول أن يعزل ولي عهده الفاسق الوليد بن يزيد لكنه لم يستطع.                                                                                  |
| الوليد بن يزيد بن عبد الملك بن مروان | عمار شلق     | الخليفة الحادي عشر لبني أمية، اشتهر بفسقه وشربه للخمر، وفي عهده عم الفساد العامة لأنه لم يكن جادًا في حكمه، وفي هذه الفترة تزعزع ملك بنو أمية، وقويت دعوة العباسيين السرية.                                                                      |
| يزيد بن الوليد بن عبد الملك بن مروان |              | الخليفة الثاني عشر لبني أمية، وقد قام بخلع ابن عمه وقتله، ورغم تشبهه بخاله عمر بن عبد العزيز -فأمه هي أم البنين بنت عبد العزيز - إلا أن الناس كرهوا ما قد فعل وما أراق من دم ليصل للخلافة فلم تحبه وأسموه يزيد الناقص لأنه أنقص رواتب الجند.    |
| مروان بن محمد بن مروان بن الحكم      | تحسين خوالدة | الخليفة الرابع عشر لبني أمية، وآخرهم، في عهده كثرت الفتن وكثر الخارجين عليه والمبايعين أنفسهم بالخلافة، فسمي مروان الحمار لأنه كان لا يجف له لبد من عرق من كثرة الركض خلف الفتن، وسقطت دولته أمام ثورة بني العباس وحوصر وقتل في الطريق إلى مصر. |

### من العلويين
| الشخصــية                             | الممــثل       | نــبـــذة |
| ------------------------------------- | -------------- | --- |
| زيد بن علي بن الحسين بن علي           | جمال شقير      | من آل البيت خرج على هشام بن عبد الملك، وقد أرسل إليه محمد بن علي أبنية أبو جعفر وأبو العباس وأخاه داوود ينصحونه بالعدول عن ذلك، فلما أبى بقوا ليحموه لكنه رغم ذلك قتل، وقد كاد أن يهلك أبو جعفر في تلك المعركة.                                                          |
| عبد الله المحض بن حسن بن الحسن بن علي | جميل عواد      | من آل البيت من أحفاد الحسن، والذين يقيمون في المدينة خالف أباه وجده بأن طالب بالخلافة للعلويين وكان يرى أن العباسيين إنما نالوها بشيعتهم وتحت مسماهم وقد حبس دهرًا حض فيه أبنية على الخروج على أبي جعفر.                                                                  |
| أم النفس الزكية هند بنت أبي عبيدة     | جولييت عواد    | زوجة عبد الله المحض وأم أبنية محمد النفس الزكية، وإبراهيم.. وكانت امرأة قوية صبرت على حبس زوجها وثبتت أبنية ا ودفعتهم وشجعتهم على المضي قدمًا فيما عزموا عليه. |
| محمد النفس الزكية                     | ياسر المصري    | بايع نفسه خليفة وخرج على أبي جعفر، وسيطر على المدينة المنورة والحجاز، وقد بايعه الناس على فتوى مفتعلة ومتقولة على الإمام مالك، وكان من المفترض ان يخرج أخوه من البصرة ليدهم أبا حعفر في الأنبار، لكن إبراهيم مرض ولم يخرج حتى حوصر وقتل في المدينة على يد عيسى بن موسى.  |
| إبراهيم بن عبد الله المحض             | خالد الغويري   | خرج بعد مقتل أخيه بعد مدة، وكاد أن ينالها، وقد خرج على حين غرة، وكان رجل كريم النفس تقيًا ورعًا، وكان يحاول إسقاط حكم أبي جعفر من غير دم، لذلك تفادى العديد من المواجهات ولحظات القتال، لكن عيسى بن موسى عاجله وحاصر جنده ثم قتله.                                         |
| جعفر الصادق                           | مصطفى أبو هنود | إمام العلويين في عهد أبي جعفر من فرع الحسين بن علي رفض تمامًا الخروج مع عبد الله المحض وكان يرى أن هذا الأمر ليس فيهم، وقد حاول أبو جعفر إكرامه وتقريبه لكنه أبى، وقال له : من أراد الدنيا لا ينصحك، ومن أراد الآخرة لا يصحبك..، وبعد بنفسه وذويه عن السياسة وأمور الحكم. |

### من أنصار دعوة العباسيين
| الشخصــية          | الممــثل      | نــبـــذة |
| ------------------ | ------------- | --- |
| أبو مسلم الخراساني | منذر رياحنة   | كان من أنصار الدعوة، عهد إليه إبراهيم بن محمد ببدأ الدعوة الجهرية وقتال عمال مروان بن محمد في خراسان ودعاه : أبا مسلم منا آل البيت، وكان قائدًا ذكيًا وخبيثًا سيطر على خراسان في أيام قلائل وكان يحتال على زعماء القبائل والعشائر هناك، وكان يحسن معاملة الأهالي ويتصدق عليهم فأحبوه وأكرموه وأطاعوه وفي عهد السفاح صار مصدر قوة للدولة العباسية، بينما رآه أبو جعفر مصدر خطر عليها، وحاول قتله عدة مرات، وتنامى الكره بينهما، حتى فكر أبو مسلم في الخروح على ابي جعفر، لكن أبو جعفر لم يتركه وظل به حتى سلم إليه نفسه فقتله. |
| سليمان بن كثير     | هاني الروماني | وهو كبير دعاة بني العباس في خراسان، وقد عاش مخلصًا للدعوة، وقد نما بينه وبين أبي مسلم تحاسد، حتى جاء أبو جعفر وأصلح بينهما، لكن أبو مسلم غدر به وقتله وأرسل إلى السفاح يخبره بخيانة سليمان ومعه شهود زور، ومن يومها غضب منه أبو جعفر وفكر في قتله انتقامًا لابن كثير. |
| أبو سلمة الخلال    | خضر بيضون     | أحد أكبر الدعاة للعباسيين في الكوفة وكان الرجل الوحيد الذي حاز لقب وزير آل محمد في عهد السفاح، لكنهم اكتشفوا خيانة منه بإرساله للعلويين يطلب بيعتهم للخلافة فرفض العلويون، وقتله العباسيون. |

### من حاشية الخلفاء
| الشخصــية         | الممــثل            | نـبــذة |
| ----------------- | ------------------- | --- |
| رجاء بن حيوة      | عبد الكريم القواسمي | وزير سليمان بن عبد الملك ومن أشار عليه بتولية عمر بن عبد العزيز وصار وزيره فيما بعد. |
| عبد الحميد الكاتب | مرشد ضرغام          | وزير مروان بن محمد وهو رجل أديب وفطن ومخلص لـبنو أمية . |
| أبو أيوب          | هشام هنيدي          | صديق أبي جعفر منذ زمن بعيد، عمل في دواوين الأمويين، ثم صار وزير أبي جعفر وأمين سره، وأشرف على مدينة بغداد حتى اكتملت لكنه قصر في أمر الضياع والبساتين واختلس من أموال الدولة فغضب عليه أبو جعفر غضبًا شديدًا وقد كان أحب الناس إليه وأمر بحبسه واسترجاع المال منه وعزله من الوزارة. |
| الربيع            | ماهر خماش           | من أنصار العباسيين وأخلص خلصاء أبي جعفر، كان حاجبه وصار وزيره بعد أبي أيوب.. اهتم بشؤون العلم والعلوم والتراجم وكان يحضر أهل الخبرة والاختصاص في كل الشؤون لأبي جعفر من الطب والهندسة والفن والعمارة والفقه والسيرة والحديث والمترجمين ورجالات الحرب والجيوش.                     |
| عثمان صاحب الحرس  | أنور خليل           | حارس أبي جعفر الشخصي ورئيس حرسه، أصيب في معركة ضد بعض الزنادقة، قطعت لأجلها يده بعد أن أصابتها الغرغرينة. |

### من الفقهاء والعلماء
| الشخصــية         | الممــثل          | نــبـــذة |
| ----------------- | ----------------- | --- |
| أبو حنيفة النعمان | داود جلاجل        | فقيه العراق، والإمام الأعظم، كان رجلاً منصفًا، فكان يذكر من بنو أمية ومن العلويون من هم أهل للخير بالخير، فاتهموه مرة بموالاة الأمويين ومرة بموالاة العلويون، رغم مبايعته للعباسيين، لكن عندما تبين لأبي جعفر صدقه وفقهه وإخلاصه قرر أن يوليه القضاء، لكنه أبى وكان في كل مرة يخرج من ذلك بالحيلة فهو كان فقيهًا متمهلاً ينظر المسائل بالأسابيع والشهور ويناقشها مع تلاميذه وليس برجل ينظر في القضية ويحكم بين المتخاصمين ويفصل بينهم في حينها، لكنه بعد أن تمنّع حبس حتى مرض، فأخرج من الحبس إلى داره فمات بعد يسير.      |
| مالك بن أنس       | ربيع زيتون        | إمام دار الهجرة وفقيهها، وكان يحترم أبا حنيفة كما يحترمه الآخر، وكان رجلاً ورعًا يزهد عن أن يتحدث في أمور السياسة، تحدث عن عدم وقوع الطلاق من المكرة، حتى ولو حلف بذلك، فالحليفة بالإكراه لا تقع، فقال بعض الناس ونحن بايعنا أبا جعفر مكرهين فنحن إذن في حل من بيعته وتقولوا على مالك بما لم يقله، وبسبب ذلك بايع أهل المدينة محمد النفس الزكية، ولما انتهت ثورة العلويين جيء بمالك إلى أبي جعفر فعفا عنه أبو جعفر وأطلق سراحه وطلب منه الموطأ ينشره في الأمصار يجبر الناس على تعلمه فرفض مالك أن يجبر الناس على مذهبه. |
| سفيان الثوري      | عبد الكريم الجراح | من كبار الفقهاء في عصره، طلب منه أبو جعفر تولي القضاء، فرفض، فلما هدده أبو جعفر، وافقه وخدعه وقال : غدًا آتيك بلباس القضاء.. وفر هاربُا، وظل هاربًا من أبي جعفر من مصر إلى مصر يخفيه الناس عنه خشية أن يبطش به حتى قبض عليه في مكة وأبو جعفر قادم للحج وقد أرجأ النظر في أمره حتى يصل مكة حاجًّا فمات أبو جعفر في إحرامه وأطلق المهدي سراح سفيان.. (وفي قصة المسلسل جيء بسفيان طليقًا وهو يدعو على أبي جعفر ألا يدخل مكة، وأن أبا جعفر مات في غير لباس الإحرام !)                                                           |

### من الشعراء
| الشخصــية   | الممــثل        | نــبـــذة |
| ----------- | --------------- | --- |
| جرير        |                 | شاعر العرب في عهد الأمويين وجيء به في أكثر من مشهد مع وفي عهد عمر بن عبد العزيز |
| أبو دلامة   | محمد الإبراهيمي | الشاعر الأثير لدى خلفاء بني العباس لظرفه وطرافة أسلوبه وشعره له حكايات مع السفاح والمنصور والمهدي وهارون الرشيد.                                                                     |
| الأصمعي     | مرعي الشوابكة   | من الموصل، وهو شاعر ذكي ونبيه، رد عل حيلة أبي جعفر التي تحايل بها على الشعراء حتى لا يأخذوا من أموال المسلمين شيءًا على قول الشعر، حتى أفحمه الأصمعي بقصيدته الشهيرة صوت صفير البلبل. |
| بشار بن برد |                 | الشاعر الكفيف الخبيث، وقد عرضت في المسلسل بعضًا من حيله للتغزل في فتيات بغداد وتغزله في ليلى التي تزوجها المهدي فيما بعد.                                                             |

## مواقع التصوير
تم التصوير في عدد من الدول:
سوريا : تم بها تصوير أغلب أحداث المسلسل التي تدور منها قرابة العشرين حلقة في حقبة الأمويين.
الأردن : وبالتحديد في منطقة الحميمة وتم التصوير من نفس المكان الذي بدأت منه دعوة العباسيين وولد ونشأ فيه أبو جعفر المنصور.
أوزبكستان : وتم فيها الاستعانة بصور المساجد والقصور الموجودة بها لتعطي صورة قريبة من شكل مدينة بغداد في ذلك العهد، والتي تحطم الكثير من مبانيها في عهد المغول.